# Хорошков, Александр Петрович
Хорошков Александр Петрович (21 апреля 1919 , с. Изосимово — ?) — лётчик истребительного авиационного полка, младший лейтенант.

## Биография
Родился в Тамбовской области. Учился в городе Мичуринск. Окончил школу ФЗУ при паровозоремонтном заводе и 7 классов школы общего образования. После окончания обучения работал слесарем. В 1935 году вступил в ВЛКСМ , а в апреле 1940 года в ряды РККА. Служил лётчиком-инструктором после окончания Егорьевской военной авиационной школы пилотов.
30 мая 1943 года участвовал в бою против 28 вражеских бомбардировщиков, прикрываемых истребителями. Бой проходил в составе группы истребителей Як-7Б возле г. Новая-Ладога. В связи с полученным повреждением самолёт загорелся и Хорошков таранил противника на горящем истребителе. Приземлился на парашюте.

## Награды
- Орден Красного Знамени
- Медаль «За оборону Ленинграда»